# L’Écho du Pacifique
L'Écho du Pacifique est un journal franco-américain de San Francisco. Ce quotidien qui parut de 1852 à 1865 s'adressait à la communauté française de San Francisco et plus largement de Californie, issue de l'immigration, mais contenait également des articles en anglais et espagnol.

## Historique
L'Écho du Pacifique est fondé le 1er juillet 1852 par Étienne Derbec et M. La Reintrie. Le premier numéro est en fait la quatrième page d'un journal de langue espagnole, Eco del Pacifico. Il contenait plusieurs petites annonces, un discours de Louis Napoléon Bonaparte, d'autres nouvelles de France et la liste de toutes les lettres envoyées aux français, belges, suisses, italiens et espagnols.
Le 15 avril 1865, après l'assassinat d'Abraham Lincoln, des émeutiers dirigèrent leur haine vers des journaux aux prétendues sympathies sudistes, dont L'Écho du Pacifique, dont la rédaction et les imprimeries étaient alors situées rue de Sacramento, juste au-dessus de celle d'Alta California.